# Klaus Conrad (podnikatel)
Klaus Conrad (27. února 1936, Berlín) je německý podnikatel, CEO společnosti Conrad Electronic.

## Život
Narodil se 27. února 1936 v Berlíně. Po vystudování bankovní školy nastoupil v roce 1954 do společnosti svého otce Wernera Conrada, firmy Conrad Electronic, krátce nato z ní však odešel. Začal sám podnikat a založil síť 17 obchodů s technikou, tzv. „TEKAs“.
V roce 1973 se vrátil do společnosti svého otce a stal se jeho partnerem. Ve firmě budoval zásilkový prodej a v jižním Německu založil několik nových obchodů s technikou. Po otcově smrti v roce 1976 převzal vedení společnosti a změnil její obchodní strategii. Investoval 200 tisíc německých marek do nového logistického systému, což podmínilo další rychlý rozvoj zásilkového obchodu s elektronikou.
V roku 1992 zrekonstruoval zříceninu hradu Burg Werhnberg v Horní Falci, z které se stala luxusní restaurace a později obdržela dvě michelinské hvězdy. V roce 1997 předal společnost svému synu Wernerovi a rovněž obdržel řád za zásluhy z rukou tehdejšího premiéra Edmunda Stoibera.
V roce 2000 založil společně s manželkou Gertrudou vlastní Nadaci Klause a Gertrudy Conradových, prostřednictvím které v následujících letech investoval do různých projektů v Německu i v zahraničí šest milionů eur. Nadace podpořila například organizaci Lékaři bez hranic.
Za své charitativní aktivity obdržel několik vyznamenání, například Spolkový kříž za zásluhy, Státní medaili za vynikající služby pro bavorskou ekonomiku, Bavorský řád za zásluhy nebo Medaili za ochranu památek.